# Заріна
Заріна Гашмі (англ. Zarina Hashmi), професійно відома як Заріна, була індійською художницею та гравюром із Нью-Йорка. Її роботи у стилі мінімалізм. Також вона використовувала абстрактні та геометричні форми, щоб викликати духовне захоплення глядача.

## Біографія
Заріна Гашмі народилася 16 липня 1937 року в Аліґаргу, Індія, в родині шейха Абдура Рашида, викладача Аліґаргського мусульманського університету, та Фахміди Бегум, домогосподарки. Заріна отримала ступінь бакалавра математики (з відзнакою) в Аліґаргському мусульманському університеті в 1958 році. Потім вона вивчала різноманітні методи гравюри в Таїланді та в студії Atelier 17 у Парижі, навчалась вона у Стенлі Вільяма Гейтера та у гравця Тоші Йосіда. Вона жила і працювала в Нью-Йорку.
Протягом 1980-х років Заріна була членом правління Нью-Йоркського феміністичного художнього інституту та викладачкою семінарів з виготовлення паперу в афілійованому Жіночому центрі навчання. Будучи членкинею редакційної колегії феміністичного мистецького журналу Heresies, вона брала участь у випуску «Жінки третього світу».
25 квітня 2020 року Заріна померла в Лондоні від ускладнень хвороби Альцгеймера.
16 липня 2023 року був опублікований тематичний малюнок Google, натхненний роботами Заріни, на честь її 86-річчя.

## Майстерність
Мистецтво Заріни пояснювалося, що вона індійська жінка, яка була народжена мусульманкою. Вона використовувала візуальні елементи ісламського релігійного декору, особливо регулярну геометрію, яка зазвичай зустрічається в ісламській архітектурі. Абстрактний і стриманий геометричний стиль її ранніх робіт порівнюють із стилем мінімалістів, таких як Сол Левітт.
Роботи Заріни досліджували концепцію дому як текучого, абстрактного простору, що виходить за межі фізичності чи місця розташування. У її роботах часто фігурували символи, які нагадують про такі ідеї, як рух, діаспора та вигнання. Наприклад, на її ксилографії «Paper Like Skin» зображено тонку чорну лінію, що звивається вгору на білому тлі, розділяючи сторінку від нижнього правого кута до верхнього лівого кута. Лінія має картографічну якість, яка своїм звивистим і кутовим поділом сторінки наводить на думку про кордон між двома місцями або, можливо, топографічну схему подорожі, яка ще не завершена. Для своєї серії «Делі» вона створила ксилографію на основі гравюри міста Старе Делі, яким воно було до облоги 1857 року.

## Нагороди та стипендії
- 2007 — Резидентура, Університет Річмонда, Річмонд, Вірджинія
- 2006 — Резиденція, Montalvo Arts Center, Саратога, Каліфорнія
- 2002 — Резиденція, Williams College, Вільямстаун, Массачусетс
- 1994 — Резиденція, Арт-Омі, Омі, Нью-Йорк
- 1991 — резиденція, майстерня жіночої студії, Розендейл, Нью-Йорк
- 1990 — грант Фонду Адольфа та Естер Готлібів, стипендія Нью-Йоркського фонду мистецтв
- 1989 — Гран-прі, Міжнародна бієнале графіки, Бхопал, Індія
- 1985 — Стипендія Нью-Йоркського фонду мистецтва, Нью-Йорк
- 1984 — Стипендія майстерні гравюри, Нью-Йорк
- 1974 — Стипендія Японського фонду, Токіо
- 1969 — Президентська нагорода за гравюру, Індія[11]

## Персональні виставки
| Рік     | Назва виставки                                      | Галерея                                                                         | Місто                                   |
| ------- | --------------------------------------------------- | ------------------------------------------------------------------------------- | --------------------------------------- |
| 2019–20 | Заріна, Життя в дев'яти рядках                      | Музей мистецтва Кірана Надара                                                   | Нью-Делі, Індія                         |
| 2019–20 | Заріна: Атлас її світу                              | Мистецький фонд Пулітцера                                                       | Сент-Луїс, США                          |
| 2018    | Заріна                                              | Лурінг Августин                                                                 | Нью-Йорк, США                           |
| 2018    | Заріна: Сплетіння темряви і тиші                    | Галерея «Espace»                                                                | Нью-Делі, Індія                         |
| 2017–18 | Заріна: Темні дороги                                | Азіатсько-Тихоокеанський/Американський інститут при Нью-Йоркському університеті | Нью-Йорк, США                           |
| 2016    | Лінії життя                                         | Галерея «Jeanne Bucher Jeger»                                                   | Париж, Франція                          |
| 2014    | Заріна: Темрява, що спадає                          | Лурінг Августин                                                                 | Нью-Йорк, США                           |
| 2014    | Заріна: Складаний будинок                           | Галерея «Espace»                                                                | Нью-Делі, Індія                         |
| 2012–13 | Заріна: Папір як шкіра                              | Центр мистецтва та культури Музею Армана Гаммера                                | Лос-Анджелес, США                       |
| 2012–13 | Заріна: Папір як шкіра                              | Музей Соломона Р. Гуггенхайма                                                   | Нью-Йорк, США                           |
| 2012–13 | Заріна: Папір як шкіра                              | Художній інститут Чикаго                                                        | Чикаго, США                             |
| 2011    | Заріна Гашмі: Нур                                   | Галерея «Jaeger Bucher»                                                         | Париж, Франція                          |
| 2011    | Заріна Гашмі: останні роботи, галерея               | Галерея «Espace»                                                                | Нью-Делі, Індія                         |
| 2011    | Заріна Гашмі: Анамнез, 1970—1989                    | Галерея сучасного мистецтва                                                     | Мумбаї, Індія                           |
| 2009    | Десять тисяч речей                                  | Лурінг Августин                                                                 | Нью-Йорк, США                           |
| 2007    | Проїзд до мого будинку                              | Шанхайський ярмарок сучасного мистецтва 2007                                    | Шанхай, Китай                           |
| 2007    | Заріна: Паперові будинки                            | Галерея «Espace»                                                                | Нью-Делі, Індія                         |
| 2007    | Ткацька пам'ять 1990—2006                           | Мистецтво Бодхі                                                                 | Сінгапур                                |
| 2006    | Заріна: Тихий монолог                               | Мистецтво Бодхі                                                                 | Сінгапур                                |
| 2005    | Заріна: Підсумок, 1977—2005                         | Бозе Пасіа                                                                      | Нью-Йорк, США                           |
| 2004    | Міста, країни та кордони, принти Заріни             | Галерея «Chemould»                                                              | Мумбаї, Індія                           |
| 2004    | Міста, країни та кордони, принти Заріни             | Галерея «Espace»                                                                | Нью-Делі, Індія                         |
| 2004    | Міста, країни та кордони, принти Заріни             | Галерея Чавканді                                                                | Карачі, Пакистан                        |
| 2004    | Міста, країни та кордони, принти Заріни             | Галерея Рохтас 2                                                                | Лахор, Пакистан                         |
| 2003    | Карти, будинки та маршрути                          | Галерея «Люкс»                                                                  | Сан-Франциско, США                      |
| 2002    | Дім — чуже місце                                    | Галерея «Korn», Університет Дрю                                                 | Медісон, Нью-Джерсі                     |
| 2001    | Заріна, Картування життя, 1991—2001                 | Музей мистецтв коледжу Міллс                                                    | Окленд, США                             |
| 2000    | Дім — це чуже місце, зізнайтеся                     | Галерея «Espace»                                                                | Нью-Йорк, США                           |
| 2000    | Дім — це чуже місце, зізнайтеся                     | Галерея Чавканді                                                                | Карачі, Пакистан                        |
| 1994    | Будинки, які я створила                             | Галерея факультету                                                              | Каліфорнійський університет, Санта-Крус |
| 1993    |                                                     | Галерея Чавканді                                                                | Карачі, Пакистан                        |
| 1992    | Будинок з чотирма стінами                           | Музей мистецтв Бронкса                                                          | Нью-Йорк, США                           |
| 1990    | Заріна: Останні роботи; Бронза, литий папір, офорти | Англійська галерея Роберта                                                      | Сан-Франциско, США                      |
| 1985    | Заріна Гашмі: Паперові роботи                       | Мистецька спадщина                                                              | Нью-Делі, Індія                         |
| 1985    | Заріна Гашмі: Паперові роботи                       | Галерея «Chitrakoot»                                                            | Калькутта, Індія                        |
| 1985    | Заріна Гашмі: Паперові роботи                       | Галерея «Cymrosa»                                                               | Бомбей, Індія                           |
| 1985    | Заріна Гашмі: Паперові роботи                       | Галерея Чавканді                                                                | Карачі, Пакистан                        |
| 1983    |                                                     | Галерея Саторі                                                                  | Сан-Франциско, США                      |
| 1981    | Заріна: Литий паперовий завод                       | Музей мистецтв Геберта Ф. Джонсона, Корнельський університет                    | Ітака, Нью-Йорк, США                    |
| 1981    | Заріна: Останні роботи в ролях                      | Видання Оріон                                                                   | Нью-Йорк, США                           |
| 1977    |                                                     | Галерея Алана                                                                   | Осло, Норвегія                          |
| 1976    |                                                     | Галерея «Туші»                                                                  | Лос-Анджелес, США                       |
| 1974    | Заріна: трафарети, гобелени                         | Тривені Кала Сангам                                                             | Нью-Делі, Індія                         |
| 1974    | Серіграфія Заріни                                   | Галерея «Туші»                                                                  | Лос-Анджелес, США                       |
| 1973    | Заріна: Дерев'яні відбитки                          | Галерея «Туші»                                                                  | Лос-Анджелес, США                       |
| 1972    |                                                     | Галерея Чанакя                                                                  | Нью-Делі, Індія                         |
| 1972    |                                                     | Галерея «F-15», Jeløya                                                          | Мосс, Норвегія                          |
| 1971    |                                                     | Галерея Чанакя                                                                  | Нью-Делі, Індія                         |
| 1971    |                                                     | Культурний центр Ора                                                            | Афіни, Греція                           |
| 1970    | Графіка Заріни                                      | Художня галерея Пундоле                                                         | Бомбей, Індія                           |
| 1969    |                                                     | Галерея Чанакя                                                                  | Нью-Делі, Індія                         |
| 1968    |                                                     | Мистецький центр «Kunika-Chemould»                                              | Нью-Делі, Індія                         |

## Вибрані виставки
Заріна була однією з чотирьох митців/художніх груп, які представляли Індію в своїй першій заявці на Венеціанській бієнале в 2011 році.
Музей Гаммера в Лос-Анджелесі організував першу ретроспективу її робіт у 2012 році. Виставка під назвою «Заріна: Папар як шкіра» подорожувала до Музею Соломона Р. Гуггенхайма та Художнього інституту Чикаго.
Протягом 2017—2018 навчального року Заріна була художницею-резиденткою Азіатсько-Тихоокеанського/Американського інституту Нью-Йоркського університету .. Кульмінацією резиденції стала персональна виставка «Заріна: Темні дороги» (6 жовтня 2017 — 2 лютого 2018) та публікація «Проїзд до мого будинку».
Приклади її робіт знаходяться в постійних колекціях Музею сучасного мистецтва, Музею американського мистецтва Вітні, Національній галереї мистецтв та в Національній бібліотеці Франції.